# Nueva Ecija
Nueva Ecija là một tỉnh của Philippines thuộc vùng Trung Luzon. Tỉnh lị là thành phố Palayan. Theo chiều kim đồng hồ từ phía nam, tỉnh giáp với Bulacan, Pampanga, Tarlac, Pangasinan, Nueva Vizcaya, và Aurora.
Tên của tỉnh được đặt theo tên của thành phố cổ Écija ở Sevilla, Tây Ban Nha. Năm 1896, Nueva Ecija trở thành tỉnh đầu tiên nổ ra khởi nghĩa chống lại sự chiếm đóng của Tây Ban Nha và là một trong những tỉnh đầu tiên tuyên bố độc lập năm 1898.

## Lịch sử
Nueva Ecija là nơi nhập cư của hàng nghìn người vào thế kỷ trước. Những người dân từ các tỉnh Pampanga, Tarlac, Bulacan, Pangasinan và Ilocos. Ngày nay cư dân Nueva Ecija có nguồn gốc từ những người định cư này và nhiều người vẫn gìn giữ những nét văn hóa truyền thống ở quê hương của tổ tiên họ. Khoảng 77% sử dụng tiếng Tagalog như là ngôn ngữ thứ nhất, những người nói tiếng Kapampangan, tiếng Pangasinan và tiếng Ilocano sinh sống ở các đô thị phía bắc và phía nam

## Kinh tế
Nueva Ecija được coi là "Kho thóc" của Philippines vì có đất đại màu mỡ và là tỉnh dẫn đầu khu vực Đông Nam Á về trồng hành, chủ yếu ở đô thị tự trị Bongabon, ngoài ra còn có các nông sản như xoài, chuối, tỏi và rau quả.
Giaó dục được coi là một ngành kinh tế chính trong tỉnh. Các cơ sở giáo dục hàng đầu là Đại học Quốc gia Trung Luzon ở Munoz, Đại học Khoa học & Công nghệ Nueva Ecija, Đại học Wesleyan-Philippines, Học viện La Fortuna và Đại học Araullio ở Cabanatuan.
Một vài khu vực có ngành khai mỏ. Dồng và mangan được tìm thấy ở General Tinio, Carranglan và Pantabangan, một số nơi còn có cả vàng. Vào tháng 6/2008 tỉnh còn nhận thêm biệt danh "Thủ phủ sữa của Philippines" vì tỉnh có sản lượng sữa bò và sữa trâu (trâu Mã Lai) nhiều hơn bất cứ nơi nào ở Philippines

## Hành chính
Tỉnh có 5 thành phố:
- Cabanatuan
- Gapan
- Palayan
- San Jose
- Thành phố Khoa học Muñoz
  - Guimba

27 đô thị tự trị:
| - Aliaga - Bongabon - Cabiao - Carranglan - Cuyapo - Gabaldon (Bitulok & Sabani) - General Mamerto Natividad - General Tinio - Jaén - Laur - Licab - Llanera - Lupao | - Nampicuan - Pantabangan - Peñaranda - Quezon (Bertese và Ilog Baliwag) - Rizal - San Antonio - San Isidro - San Leonardo - Santa Rosa - Santo Domingo (Konsehal Jayson Sagnip, Zone 1 San Fabian) - Talavera - Talugtug - Zaragoza |